# بيركيناو (هسن)
بيركيناو (بالألمانية: Birkenau) هي بلدة تقع جنوب ولاية هسن، ألمانيا، وتتبع إدارياً منطقة بيركشتغاز، ضمن إقليم دارمشتات.تُعرف محليًا بلقب "قرية الساعات الشمسية" (بالألمانية: Das Dorf der Sonnenuhren).